# 西德利火山

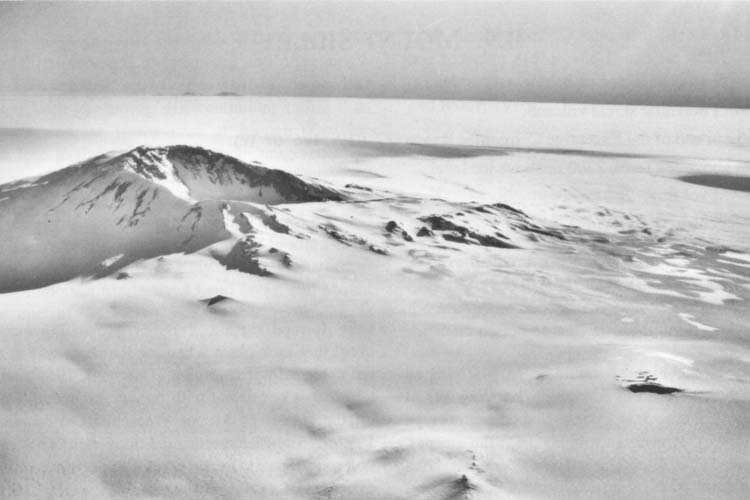

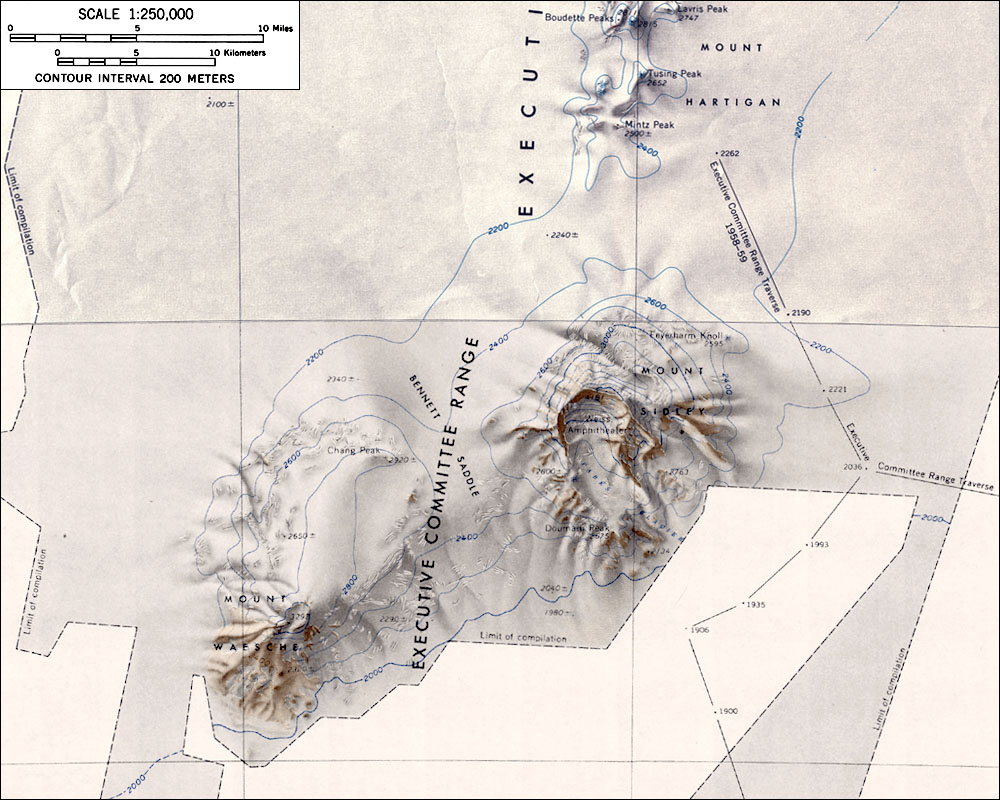

西德利火山（英語：Mount Sidley）是南極洲的火山，位於瑪麗伯德地，屬於執委山脈的一部分，海拔高度4,285米，是南極洲最高的火山，該火山在1934年11月18日被美國探險家發現。